# Franco Cassano

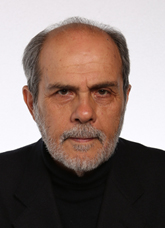
Franco Cassano, 2013

Franco Cassano (3 de dezembro de 1943 - 23 de fevereiro de 2021) foi um sociólogo e político italiano. Foi professor titular de Sociologia e Sociologia dos Processos Culturais e Comunicativos da Universidade de Bari Aldo Moro, a par da sua actividade académica de ensaísta e colunista. Entre as suas obras mais conhecidas enumeram-se Il pensiero meridiano (1996) e L'umiltà del male (2011). Nas eleições políticas de 2013 foi eleito deputado da XVII legislatura da República Italiana no XXI círculo eleitoral da Apúlia pelo Partido Democrata.